# 光学透视显示
光学透视显示（英语：Optical See-Through Display，缩写为OST），是扩展现实领域中所用的一种显示方法，其定义为通过半透明显示屏或光学元件，将虚拟图像叠加在用户的现实视野中。用户可以看到现实世界，也能看到其叠加上的虚拟图像。通常用于实现混合现实（MR），将真实和虚拟世界结合起来，主流的光波导增强现实（AR）设备均采用光学透视显示的方式让用户感知混合现实。